# バトラコグナトゥス
バトラコグナトゥス (Batrachognathus 「蛙の顎」) は、中央アジアのカザフスタン共和国、ジュラ紀後期（オクスフォード階 - キンメリッジ階）のKarabastau Svita層から産出した翼竜の絶滅属。1948年にロシアの古生物学者 Anatoly Nicolaevich Ryabinin (Анатолий Николаевич Рябинин) によって命名された。模式種は Batrachognathus volans 。属名の由来はギリシア語の βάτραχος/batrakhos「蛙」と γνάθος/gnathos「顎」で、その短く幅広い頭部から来ている。種小名はラテン語で「飛んでいる」という意味である。

## 記載
3体の化石が天山山脈北西、カラタウ山脈の麓の湖底堆積物から発見されている。ジュラ紀にはこの地域は、ドイツバイエルン州のゾルンホーフェン堆積物とよく似た環境だった。本属の模式標本は PIN 52-2 であり、頭骨の破片・上下顎・脊椎・肋骨・後肢・翼指骨からなる不完全でバラバラになった標本である。長さが 48 mm の頭骨は上下長が高く前後長は短く横幅は広い。上顎には全部で22から24本の後に反った円錐歯があり、下顎と共に短いが非常に横幅の広い口を形成する。この動物の尾は保存されていた例がない。尾を持っていたかどうかについては議論の余地があるが、通常は短い尾を持っていたのではないかとされている。翼開長はおよそ50 cm と推測されているが、デイヴィッド・アンウィンは2000年により大きい75 cm という推定値を出している。他の全てのアヌログナトゥス科の翼竜と同様に、バトラコグナトゥスは飛び回りながらその大きな口で昆虫を捕まえていた食虫性の動物だったと考えられている。

## 分類
バトラコグナトゥスはアヌログナトゥスに近縁なアヌログナトゥス科 (Anurognathidae) に分類されている。2003年にアレクサンダー・ケルナーは本属とアジア産アヌログナトゥス科翼竜であるデンドロリンコイデス (Dendrorhynchoides ) を含むクレードを Asiaticognathidae と命名した。クリストファー・ベネットは Asiaticognathidae というクレード名はそのクレード中に Asiaticognathus という名の動物が含まれていないので名称として不適であると指摘し、それをうけてケルナーは2009年に代替として Batrachognathinae という名を提唱した。2006年の呂君昌 (Lü Junchang) の分析によると、バトラコグナトゥスとジェホロプテルスは姉妹群を形成する。

## 参考
- Dinosaurs and other Prehistoric Creatures, edited by Ingrid Cranfield, 2000 Salamander Books Ltd pg 280-281.
- Ryabinin A. N., 1948, "Remarks on a flying reptile from the Jurassic of the Kara-Tau", Akademia Nauk, Paleontological Institute, Trudy, 15(1): 86-93